# 聖母のエリザベト訪問 (ルーベンス)
『聖母のエリザベト訪問』（せいぼのエリザベトほうもん、仏: La Visitation、英: The Visitation）は、フランドルのバロック期の巨匠ピーテル・パウル・ルーベンスが1611-1615年に板上に油彩で制作した絵画である。1890年にロンドンで購入されて以来、ストラスブール美術館に所蔵されている。作品が最初に記録されたのは、ガーン城のジョン・ダグラス (John Douglas) に所有されていた1840年のことである。それ以前の来歴は、1758年5月22日にマーティン・ロビンズ (Martin Robyns) のコレクションとともに売却されたと仮定されるところまでわかっている。

## 作品

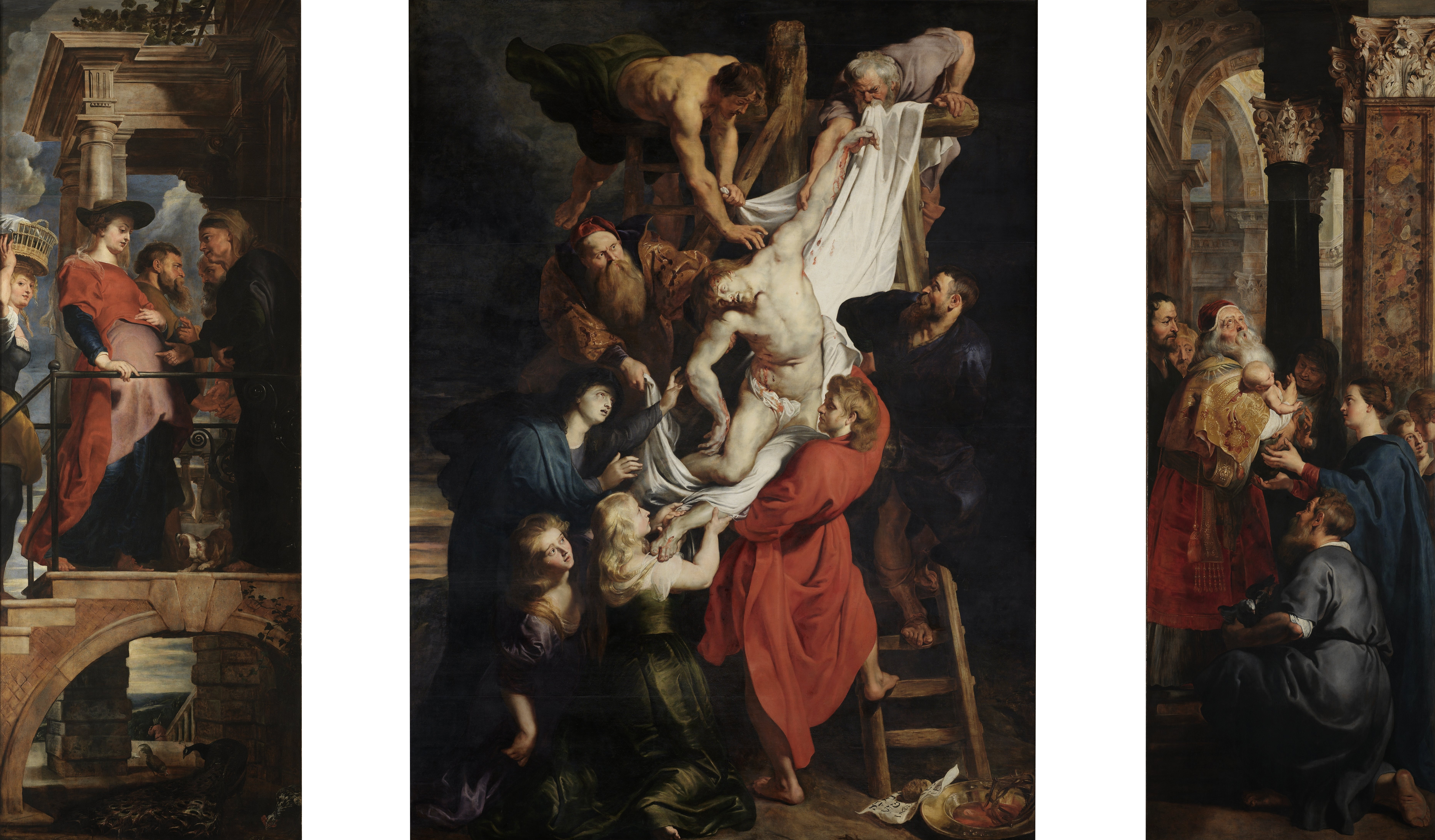
ルーベンスの三連祭壇画『キリスト降架』(1611-1614年、聖母大聖堂、アントウェルペン)。左翼パネルは「聖母のエリザベト訪問」

この絵画の主題は「ルカによる福音書」 (1:36-56) から採られており、天使からイエス・キリスト懐妊のお告げを受けたばかりの聖母マリアが従姉妹のエリザベトのもとを訪れる場面が描かれている。青い衣服を身に着けているエリザベトは長い間不妊であったが、当時、後の洗礼者聖ヨハネを身ごもっていた。彼女は家の玄関口で恭しく腰をかがめてマリアを迎えており、2人はお互いの右手を握り合っている。彼女たちの背後には、聖ヨセフとザカリアが描かれ、彼らは互いに見つめ合っている。マリアの背後の画面左端には、荷物を頭に載せたマリアの侍女が見える。
『聖母のエリザベト訪問』は習作で、長い間、ルーベンスの最も名高く影響力のあった三連祭壇画『キリスト降架』 (1611-1614年、聖母大聖堂、アントウェルペン) の左翼パネル「聖母のエリザベト訪問」の最初の図案として制作されたものだと推測されていたが、この推測は現在では放棄されている。というのは、この左翼パネルの実際の習作は、現在、ロンドンのコートールド美術館に所蔵されているからである。
一方、2005年に、プラド美術館で長い間フランドル・オランダ絵画部長を務めた美術史家マティアス・ディアス・パドロン (Matías Díaz Padrón) は、ストラスブール美術館の本作が実際にはアントウェルペンの作品よりやや早く制作された、ずっと小さな別の三連祭壇画 ( 個人蔵) のために用いられたことを示した。結果として、本作の一般的に認められてきた1611–1612年という制作年は、1614–1615年に訂正されていいのかもしれない。ルーヴル美術館の研究者ジャック・フカール (Jacques Foucart) は大枠でディアス・パドロンに賛同しているが、個人蔵の三連祭壇画は失われたルーベンスの原作の初期の質の高い複製であると考えている。
当時のルーベンスの多くの作品同様、ストラスブール美術館の本作は、アンニーバレ・カラッチとパオロ・ヴェロネーゼの影響を示している。本作のための習作 (紙上にインク、縦26.5、横36センチ) がバイヨンヌのボナ美術館に所蔵されている。